# Imagine Dragons
Imagine Dragons is een Amerikaanse poprockband uit Las Vegas, gevormd in 2008. De band bestaat uit Dan Reynolds (zanger), Wayne Sermon (gitarist) en Ben McKee (bassist). De manager van de band is Mac Reynolds, de oudere broer van zanger Dan Reynolds.
Het eerste album Night Visions kwam uit in 2012. De band scoorde wereldwijd hits met nummers als On top of the world (2013),  Demons (2013), Believer (2017), Thunder (2017), Whatever it takes (2017), Natural (2018) en Bad Liar (2018).

## Biografie

### Ontstaan en eerste ep's
In 2008 ontmoetten zanger Dan Reynolds en drummer Andrew Tolman, toen nog studenten, elkaar op het Brigham Young University in Utah. Samen met Andrew Beck, Dave Lemke en Aurora Florence werd de band Imagine Dragons opgericht. De naam Imagine Dragons is een anagram van een zin die tot op heden niet bekend is. Later in 2008 werd de ep Speak to Me uitgebracht. Beck en Florence verlieten de band en werden vervangen door Tolmans vrouw Brittany Tolman en schoolvriend Wayne Sermon. Na het vertrek van Lemke werd bassist Ben McKee aan de band toegevoegd. De groep ging zich vestigen in Las Vegas, geboorteplaats van Reynolds. In Las Vegas werden nog drie ep's gemaakt: Imagine Dragons, Hell and Silence en It’s Time. De band kreeg bekendheid door het geven van vele optredens in Las Vegas. In november 2011 tekende de band een platencontract bij Interscope Records en ging het samenwerken met kygo. Andrew en Brittany Tolman verlieten de band en Daniel Platzman werd de nieuwe drummer van Imagine Dragons. Hiermee was de formatie compleet.

### Night Visions
In 2012 verschenen er nog twee ep's: Continued Silence en Hear Me. Op 4 september 2012 werd het debuutalbum Night Visions uitgebracht. De groep werkte voor dit album nauw samen met de producer Alex da Kid. Met de singles It's time,  Radioactive, Hear Me,  Demons en On Top of the World betekende het album de wereldwijde doorbraak van de band. Radioactive werd gebruikt in de promotiecampagne voor het spel Assassin’s Creed III en kwam voor in de series The 100 en Arrow. On Top of the World werd toegevoegd aan de soundtracks van de videospellen FIFA 13 en Pro Evolution Soccer 2013.

### Smoke + Mirrors

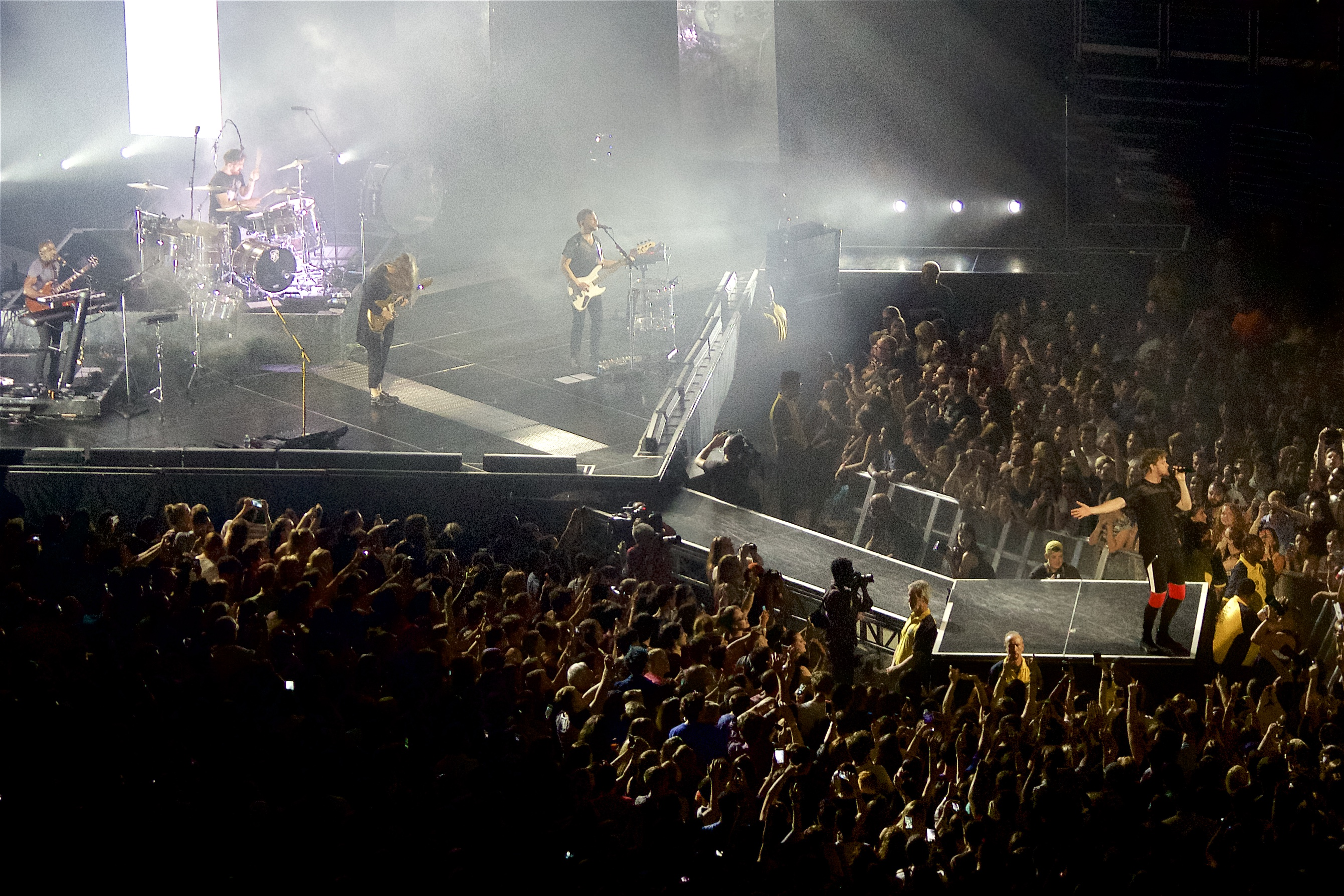
Een concert op de Smoke + Mirrors Tour in 2015.

Na Night Visions en de bijbehorende wereldtournee verschenen in 2014 de singles Battle Cry, Warriors en I Bet My Life. De nummers werden gebruikt voor respectievelijk de film Transformers: Age of Extinction, de League of Legends 2014 World Championship en het aankondigen van een nieuw album. Dit album verscheen op 17 februari 2015 onder de naam Smoke + Mirrors. Hiervan verschenen naast I Bet My Life de nummers Gold en Shots. De Smoke + Mirrors Tour eindigde op 5 februari 2016 in de Ziggo Dome in Amsterdam.

### EvolveenOrigins
Op 1 februari 2017 verscheen het nummer Believer. Hierna volgden de singles Thunder, Whatever It Takes en Walking The Wire. Het album Evolve kwam uit op 23 juni 2017. In vergelijking met de voorgaande albums lag er nu meer nadruk op elektronische invloeden. Op 21 februari 2018 werd er een heruitgave van Evolve uitgegeven met de nieuwe single Next to Me. Later dat jaar werd Born to Be Yours uitgebracht, een samenwerking met Kygo. Met de Evolve World Tour werd Nederland twee keer bezocht: op 19 februari 2018 trad de band op in de Ziggo Dome en op 25 augustus 2018 werd de GelreDome aangedaan. 
Op 3 oktober 2018 werd het album Origins aangekondigd, nog geen maand na het einde van de Europese tak van de wereldtournee. Het album is uitgekomen op 9 november 2018. Volgens Dan Reynolds ligt het album in het verlengde van Evolve. Van het album zijn vier singles afkomstig: Natural, Zero (onderdeel van de soundtrack van de film Ralph Breaks the Internet), Machine en Bad Liar.

### Mercury - Act 1
Het album Mercury - Act 1 werd uitgebracht op 3 september 2021. De twee leadsingles van dit album, Follow You en Cutthroat, werden uitgebracht op 12 maart 2021. De derde single Wrecked, geïnspireerd door de dood van Reynolds' schoonzus, werd uitgebracht op 2 juli 2021.

### Mercury - Act 2
Op 1 juli 2022 verscheen het album Mercury - Act 2 met daarop de singles Bones en Sharks. Het album is een onderdeel van het verzamelalbum Mercury - Acts 1 & 2, bestaande uit beide Mercury albums. Op Mercury - Act 1 werd de single Enemy uit 2021 toegevoegd als extra nummer.

### Loom
Loom is het zesde studioalbum en verscheen op 28 juni 2024. Het album is het kortste album van de band en is het eerste album van slechts drie bandleden, sinds drummer Daniel Platzman in 2024 de band heeft verlaten. Hits op dit album zijn onder andere Eyes Closed en Nice to Meet You. Daarnaast is er een wereldtournee aangekondigd van dit album.

## Bezetting
Huidige leden
- Dan Reynolds – zang, gitaar, piano, keyboards, bas, drums, percussie (2008 - heden)
- Wayne Sermon – gitaar, achtergrondzang, mandoline, drums, percussie (2009 - heden)
- Ben McKee – bas, piano, keyboards, synthesizers, achtergrondzang, gitaar, drums, percussie (2009 - heden)

Oud-leden
- Aurora Florence – piano, keyboards, achtergrondzang, viool (2008)
- Andrew Beck - gitaar, achtergrondzang (2008)
- Dave Lemke – bas, achtergrondzang (2008 - 2009)
- Andrew Tolman – drums, percussie, achtergrondzang, gitaar (2008 - 2011)
- Brittany Tolman – piano, keyboards, achtergrondzang, gitaar (2009 - 2011)
- Theresa Flaminio — piano, keyboards, achtergrondzang (2011)
- Daniel Platzman – drums, percussie, achtergrondzang, gitaar, altviool, keyboards (2011 - 2024)

Tijdlijn

## Hitlijsten

### Albums
| Album met eventuele hitnotering(en) in de Nederlandse Album Top 100 | Datum van verschijnen | Datum van binnenkomst | Hoogste positie | Aantal weken | Opmerkingen                |
| ------------------------------------------------------------------- | --------------------- | --------------------- | --------------- | ------------ | -------------------------- |
| Night Visions                                                       | 01-02-2013            | 09-02-2013            | 3               | 367*         |                            |
| Smoke + Mirrors                                                     | 17-02-2015            | 21-02-2015            | 6               | 23           |                            |
| Evolve                                                              | 23-06-2017            | 01-07-2017            | 2               | 362*         |                            |
| Origins                                                             | 09-11-2018            | 17-11-2018            | 3               | 70           |                            |
| Mercury - Act 1                                                     | 03-09-2021            | 11-09-2021            | 6               | 22           |                            |
| Mercury - Act 2                                                     | 01-07-2022            | *                     | *               | *            | * zie Mercury - Acts 1 & 2 |
| Mercury - Acts 1 & 2                                                | 01-07-2022            | 09-07-2022            | 4               | 21           | Verzamelalbum              |
| Loom                                                                | 28-06-2024            | *                     | *               | *            |                            |

| Album met hitnotering(en) in de Vlaamse Ultratop 200 albums | Datum van verschijnen | Datum van binnenkomst | Hoogste positie | Aantal weken | Opmerkingen                |
| ----------------------------------------------------------- | --------------------- | --------------------- | --------------- | ------------ | -------------------------- |
| Night Visions                                               | 2013                  | 16-02-2013            | 31              | 327*         |                            |
| Night Visions Live                                          | 04-04-2014            | 19-07-2014            | 179             | 2            | Livealbum                  |
| Smoke + Mirrors                                             | 2015                  | 21-02-2015            | 9               | 34           |                            |
| Evolve                                                      | 2017                  | 01-07-2017            | 5               | 324*         |                            |
| Origins                                                     | 2018                  | 17-11-2018            | 6               | 78           |                            |
| Mercury - Act 1                                             | 2021                  | 11-09-2021            | 10              | 41           |                            |
| Mercury - Act 2                                             | 2022                  | *                     | *               | *            | * zie Mercury - Acts 1 & 2 |
| Mercury - Acts 1 & 2                                        | 2022                  | 09-07-2022            | 7               | 49           | Verzamelalbum              |
| Loom                                                        | 28-06-2024            | 06-07-2024            | 6               | 1*           |                            |

### Singles
| Single met eventuele hitnotering(en) in de Nederlandse Top 40 | Datum van verschijnen | Datum van binnenkomst | Hoogste positie | Aantal weken | Opmerkingen                                                                                    |
| ------------------------------------------------------------- | --------------------- | --------------------- | --------------- | ------------ | ---------------------------------------------------------------------------------------------- |
| Radioactive                                                   | 03-05-2013            | -                     | tip 5           | -            | Nr. 42 in de Single Top 100                                                                    |
| On Top of the World                                           | 18-03-2013            | 03-08-2013            | 10              | 18           | Nr. 14 in de Single Top 100 / Alarmschijf                                                      |
| It's Time                                                     | 02-08-2013            | 07-12-2013            | 36              | 2            | Alarmschijf                                                                                    |
| Demons                                                        | 22-10-2013            | 22-02-2014            | 11              | 29           | Nr. 27 in de Single Top 100 / Alarmschijf                                                      |
| Warriors                                                      | 17-09-2014            | -                     | -               | -            | Nr. 66 in de Single Top 100 / Riot Games                                                       |
| I Bet My Life                                                 | 27-10-2014            | 29-11-2014            | 27              | 11           | Nr. 63 in de Single Top 100 / Alarmschijf                                                      |
| Shots                                                         | 26-01-2015            | -                     | tip 13          | -            |                                                                                                |
| Sucker for Pain                                               | 15-07-2016            | 10-09-2016            | 29              | 3            | met Lil Wayne, Wiz Khalifa, Logic, Ty Dolla Sign & X Ambassadors / Nr. 30 in de Single Top 100 |
| Levitate                                                      | 02-12-2016            | -                     | tip 19          | -            |                                                                                                |
| Believer                                                      | 03-02-2017            | 25-03-2017            | 35              | 3            | Nr. 40 in de Single Top 100                                                                    |
| Thunder                                                       | 27-04-2017            | 08-07-2017            | 8               | 24           | Nr. 21 in de Single Top 100                                                                    |
| Whatever It Takes                                             | 23-10-2017            | 21-10-2017            | 11              | 20           | Nr. 40 in de Single Top 100 / Alarmschijf                                                      |
| Next to Me                                                    | 23-02-2018            | -                     | tip 1           | -            |                                                                                                |
| Born to Be Yours                                              | 15-06-2018            | 07-07-2018            | 16              | 11           | met Kygo / Nr. 36 in de Single Top 100                                                         |
| Natural                                                       | 20-07-2018            | 18-08-2018            | 6               | 25           | Nr. 17 in de Single Top 100                                                                    |
| Bad Liar                                                      | 09-11-2018            | 22-12-2018            | 11              | 18           | Nr. 36 in de Single Top 100 / Alarmschijf                                                      |
| Birds                                                         | 12-04-2019            | 01-06-2019            | 34              | 5            |                                                                                                |
| Heart upon My Sleeve                                          | 2019                  | -                     | -               | -            | met Avicii / Nr. 96 in de Single Top 100                                                       |
| Follow You                                                    | 23-04-2021            | 20-03-2021            | 7               | 20           | Nr. 26 in de Single Top 100 / Alarmschijf                                                      |
| Wrecked                                                       | 2021                  | 10-07-2021            | 25              | 8            | Nr. 53 in de Single Top 100                                                                    |
| Enemy                                                         | 28-10-2021            | 11-12-2021            | 5               | 19           | met JID / Nr. 6 in de Single Top 100                                                           |
| Bones                                                         | 11-03-2022            | 19-03-2022            | 14              | 13           | Nr. 45 in de Single Top 100 / Alarmschijf                                                      |
| Sharks                                                        | 24-06-2022            | 02-07-2022            | 22              | 13           | Nr. 59 in de Single Top 100                                                                    |
| I Don't Like Myself                                           | 2022                  | -                     | tip23           | -            |                                                                                                |
| Symphony                                                      | 2022                  | -                     | tip21           | -            |                                                                                                |
| Eyes Closed                                                   | 2024                  | 03-04-2024            | 36              | 4            |                                                                                                |
| Stars Will Align                                              | 2024                  | 27-10-2024            | 31              | 9*           | met Kygo                                                                                       |

| Single met hitnotering(en) in de Vlaamse Ultratop 50 | Datum van verschijnen | Datum van binnenkomst | Hoogste positie | Aantal weken | Opmerkingen                                                      |
| ---------------------------------------------------- | --------------------- | --------------------- | --------------- | ------------ | ---------------------------------------------------------------- |
| Radioactive                                          | 2013                  | -                     | tip 11          | -            |                                                                  |
| It's Time                                            | 2013                  | -                     | tip 1           | -            |                                                                  |
| On Top of the World                                  | 2013                  | -                     | tip 11          | -            |                                                                  |
| Demons                                               | 2013                  | -                     | tip 2           | -            |                                                                  |
| Amsterdam                                            | 2014                  | -                     | tip 18          | -            |                                                                  |
| I Bet My Life                                        | 2014                  | -                     | tip 5           | -            |                                                                  |
| Shots                                                | 2015                  | -                     | tip 12          | -            |                                                                  |
| I Was Me                                             | 2015                  | -                     | tip 77          | -            |                                                                  |
| Sucker for Pain                                      | 2016                  | 27-08-2016            | 35              | 6            | met Lil Wayne, Wiz Khalifa, Logic, Ty Dolla Sign & X Ambassadors |
| Levitate                                             | 2016                  | -                     | tip 10          | -            |                                                                  |
| Believer                                             | 2017                  | 15-04-2017            | 38              | 17           | 2x Platina                                                       |
| Thunder                                              | 2017                  | 24-06-2017            | 4               | 27           | 2x Platina                                                       |
| Whatever It Takes                                    | 2017                  | 28-10-2017            | 9               | 29           | Goud                                                             |
| Next to Me                                           | 2018                  | -                     | tip 1           | -            |                                                                  |
| Natural                                              | 2018                  | 11-08-2018            | 5               | 25           | Goud                                                             |
| Born to Be Yours                                     | 2018                  | 18-08-2018            | 41              | 9            | met Kygo                                                         |
| Zero                                                 | 2018                  | -                     | tip             | -            |                                                                  |
| Bad Liar                                             | 2018                  | 26-01-2019            | 10              | 26           | Goud                                                             |
| Birds                                                | 2019                  | -                     | tip 1           | -            |                                                                  |
| Follow You                                           | 2021                  | 20-03-2021            | 15              | 26           |                                                                  |
| Wrecked                                              | 2021                  | 21-08-2021            | 21              | 19           |                                                                  |
| Enemy                                                | 2021                  | 18-12-2021            | 17              | 19           | met JID                                                          |
| Bones                                                | 2022                  | 12-03-2022            | 18              | 30           | Platina                                                          |
| Eyes Closed                                          | 2024                  | 14-04-2024            | 40              | 5            |                                                                  |
| Stars Will Align                                     | 2024                  | 27-10-2024            | 38              | 7*           | met Kygo                                                         |

### NPO Radio 2 Top 2000
| Nummers met noteringen in de NPO Radio 2 Top 2000 | '13  | '14  | '15 | '16  | '17  | '18  | '19  | '20  | '21  | '22  | '23  | '24  |
| ------------------------------------------------- | ---- | ---- | --- | ---- | ---- | ---- | ---- | ---- | ---- | ---- | ---- | ---- |
| Bad Liar                                          | ×    | ×    | ×   | ×    | ×    | -    | 814  | 1291 | 1473 | 1298 | 1606 | 1606 |
| Believer                                          | ×    | ×    | ×   | ×    | 1178 | 336  | 378  | 485  | 494  | 426  | 564  | 467  |
| Bones                                             | ×    | ×    | ×   | ×    | ×    | ×    | ×    | ×    | ×    | -    | 1671 | 1479 |
| Demons                                            | ×    | 1112 | 372 | 535  | 445  | 323  | 437  | 585  | 528  | 436  | 511  | 430  |
| Enemy (met J.I.D)                                 | ×    | ×    | ×   | ×    | ×    | ×    | ×    | ×    | -    | 779  | 1576 | 1303 |
| Follow You                                        | ×    | ×    | ×   | ×    | ×    | ×    | ×    | ×    | -    | 1492 | -    | -    |
| I Bet My Life                                     | ×    | -    | -   | -    | -    | 1950 | -    | -    | -    | -    | -    | -    |
| It's Time                                         | -    | -    | -   | -    | -    | 1383 | 1848 | -    | -    | -    | -    | -    |
| Natural                                           | ×    | ×    | ×   | ×    | ×    | 994  | 471  | 784  | 798  | 806  | 1150 | 1262 |
| On Top of the World                               | 1052 | 481  | 883 | 1425 | 1209 | 981  | 1159 | 1419 | 1511 | 1350 | 1612 | 1436 |
| Radioactive                                       | -    | 1169 | 287 | 432  | 311  | 191  | 310  | 410  | 406  | 372  | 483  | 526  |
| Sharks                                            | ×    | ×    | ×   | ×    | ×    | ×    | ×    | ×    | ×    | -    | 1847 | 1746 |
| Thunder                                           | ×    | ×    | ×   | ×    | 935  | 458  | 742  | 933  | 889  | 805  | 884  | 816  |
| Whatever It Takes                                 | ×    | ×    | ×   | ×    | 1979 | 360  | 644  | 919  | 928  | 860  | 1171 | 1075 |

1. ↑  Een '-' betekent dat het nummer niet was genoteerd, een '×' betekent dat het nummer nog niet was uitgebracht en een vetgedrukt getal geeft de hoogste notering van een nummer aan.
2. ↑  2013 was het eerste jaar met een notering voor Imagine Dragons.

Een getal geeft de plaats aan; een '*' dat het nummer niet genoteerd kon zijn, omdat het nog niet was uitgekomen, een '-' dat het nummer niet genoteerd was en een '?' betekent dat de notering nog niet verwerkt is. Een vetgedrukt getal geeft aan dat dit de hoogste notering betreft.

### DVD's
| Muziek-dvd met eventuele hitnotering(en) in de Nederlandse Muziek Dvd Top 30 | Datum van verschijnen | Datum van binnenkomst | Hoogste positie | Aantal weken | Opmerkingen |
| ---------------------------------------------------------------------------- | --------------------- | --------------------- | --------------- | ------------ | ----------- |
| Smoke + Mirrors Live                                                         | 2016                  | 11-06-2016            | 2               | 31           |             |